# Séguéla
Séguéla is een stad in Ivoorkust en is de hoofdplaats van het district Woroba en van de regio Worodougou. Séguéla telt 63.557 inwoners (2010).
Het is ook een departement met een oppervlakte van 11.427 km² en 198.445 inwoners (2014).
De bevolking bestaat grotendeels uit Malinke en Mahou.
De autoweg A5 loopt door de stad en verbidt haar met Mali en het zuiden van het land.

## Geboren
- Ibrahima Bakayoko (1976), Ivoriaans voetballer